# Estrilda de Bocage
L'estrilda de Bocage (Coccopygia bocagei) és un ocell de la família dels estríldids (Estrildidae).

## Hàbitat i distribució
Habita zones amb herba o matolls a l'altiplà de l'oest d'Angola.